# Hymne
En hymne er et hyldestdigt. Ordet kommer af det græske hymnos, der betyder lovprisning eller sang til en guddom. I sin oprindelse er hymnen religiøst betinget.